# Peacetour
Peacetour – wideo brytyjskiego duetu Eurythmics wydane w 2000 roku

## Ogólne informacje
Jest to zapis ostatniego koncertu z trasy Peace Tour w London Arena nagranego 6 grudnia 1999 roku, promującego płytę Peace. Wszystkie zyski z trasy zostały przekazane organizacjom Amnesty International, zajmującej się prawami człowieka oraz Greenpeace zajmującej się ochroną środowiska naturalnego. Podczas koncertu zespół wykonał większość swoich hitów z lat 80., cztery z płyty Peace a Annie Lennox zaprezentowała dwa utwory z solowego krążka Diva. Wydanie DVD zawiera kilka specjalnych funkcji m.in. oglądanie występów z różnych kamer, interaktywną dyskografię, galerię zdjęć, teksty piosenek, adresy stron internetowych oraz 60-minutowy film dokumentalny Peacetalk pokazujący proces powstawania płyty, nagrania studyjne jak i wywiad z muzykami.

## Lista utworów
- „I Want It All”
- „Missionary Man”
- „Thorn in My Side”
- „When Tomorrow Comes”
- „It’s Alright (Baby’s Coming Back)”
- „I Saved the World Today”
- „Who’s That Girl?”
- „I Love You Like a Ball and Chain”
- „Would I Lie to You?”
- „Sisters Are Doin’ It for Themselves”
- „17 Again”
- „You Have Placed a Chill in My Heart”
- „Love Is a Stranger”
- „I Need a Man”
- „Walking on Broken Glass”
- „There Must Be an Angel (Playing with My Heart)”
- „Here Comes the Rain Again”
- „Why”
- „The Miracle of Love”
- „Peace Is Just a Word”
- „Sweet Dreams (Are Made of This)”

## Certyfikaty i sprzedaż
| Kraj             | Certyfikat  | Sprzedaż |
| ---------------- | ----------- | -------- |
| Australia (ARIA) | złota płyta | 7 500+   |

## Wydania
| Data wydania | Format   | Kraj                     | Dystrybucja |
| ------------ | -------- | ------------------------ | ----------- |
| 2000         | DVD      | Europa                   | BMG, RCA    |
| 2000         | VHS      | Niemcy                   | BMG         |
| 2000         | DVD-V    | Australia, Nowa Zelandia | BMG, RCA    |
| 2000         | DVD      | Ukraina                  | BMG         |
| 2002         | VCD (2x) | Tajlandia                | BMG         |